# Canadees militair ordinariaat
Het Canadees militair ordinariaat (Engels: Military Ordinariate of Canada, Frans: Ordinariat militaire du Canada) is een militair ordinariaat van de Rooms-Katholieke Kerk in Canada. Het heeft geen kathedraal, maar het hoofdkwartier is gevestigd in Ottawa. Het ordinariaat is verantwoordelijk voor de zielzorg van de tot de Rooms-Katholieke Kerk behorende militairen van de Canadese strijdkrachten en hun families. Het ordinariaat staat als immediatum onder rechtstreeks gezag van de Heilige Stoel. 

## Geschiedenis
Sinds de Tweede Boerenoorlog waren er aalmoezeniers verbonden aan het leger. Tijdens de Tweede Wereldoorlog was er voor het eerst de noodzaak een bisschop aan te wijzen die verantwoordelijk was voor het leger. Het ordinariaat werd uiteindelijk op 17 januari 1951 opgericht, door paus Pius XII, als militair vicariaat. Het ordinariaat werd op 21 juli 1986 door paus Johannes Paulus II met de apostolische constitutie Spirituali militum curae verheven tot militair bisdom.

## Organisatie
In 2021 telde het ordinariaat 21 parochies, die werden bediend door 37 priesters, waarvan 2 paters, en 12 permanente diakens.

## Ordinarii

### Bisschop verantwoordelijk voor het leger
- Charles Leo Nelligan (20 september 1939 - 10 augustus 1944; tevens bisschop van Pembroke)

### Militair vicaris
- Maurice Roy (8 juni 1946 - 12 maart 1982; militair vicaris sinds 17 januari 1951, tevens bisschop van Trois-Rivières (1946-1947) en aartsbisschop van Québec (1947-1981), kardinaal in 1965)
  - Norman Joseph Gallagher (militair hulpbisschop: 25 juni 1963 - 28 oktober 1966; tevens titulair bisschop van Adrasus)

### Militair bisschop
- Francis John Spence (militair vicaris: 14 maart 1982, militair bisschop:  21 juli 1986 - 28 oktober 1987; militair hulpbisschop: 1 april 1967 - 17 augustus 1970, tevens bisschop van Charlottetown (tot 1982) en aartsbisschop van Kingston (sinds 1982))
- André Vallée (28 oktober 1987 - 19 augustus  1996; tevens titulair bisschop van Sufasar)
- Donald Joseph Thériault (25 maart 1998 - 8 april 2016)
- Scott Cal McCaig (8 april 2016 - heden)

## Galerij van afbeeldingen

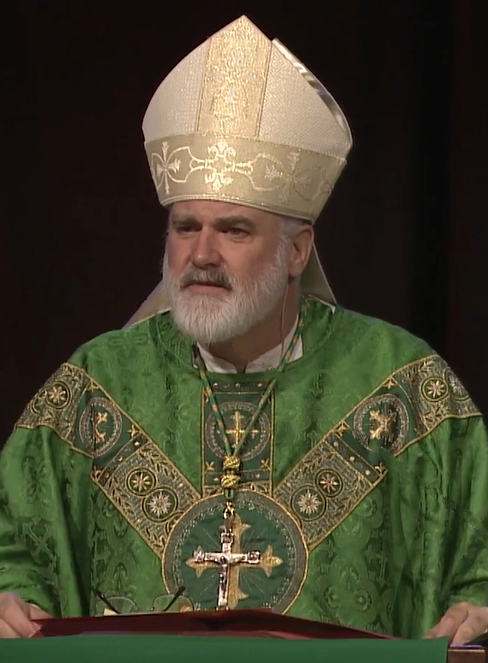
Militair bisschop Scott Cal McCaig (2016-heden)
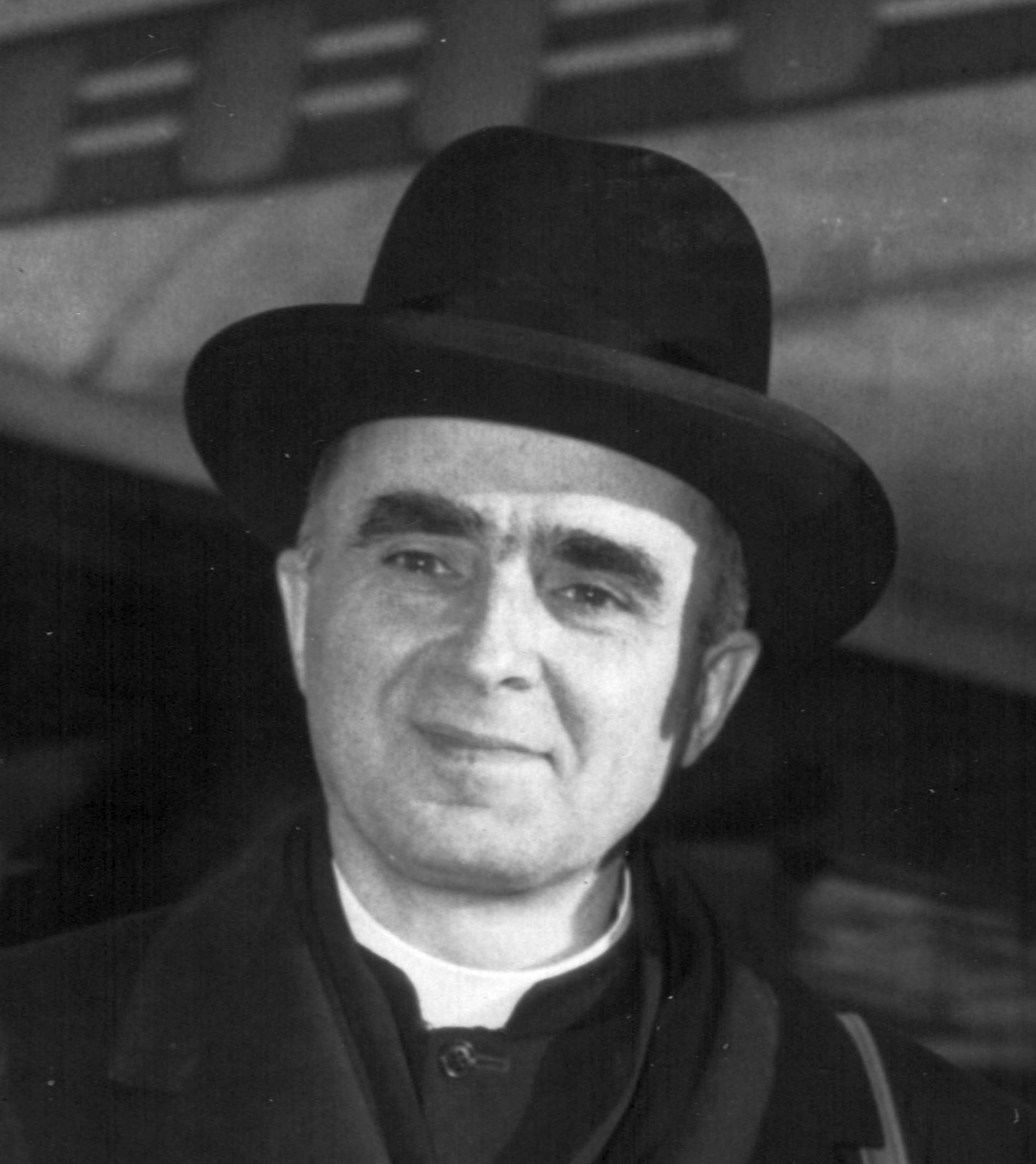
Militair vicaris Maurice Roy (1946-1982), de eerste militair vicaris, kardinaal in 1965